# Julija Abramczuk

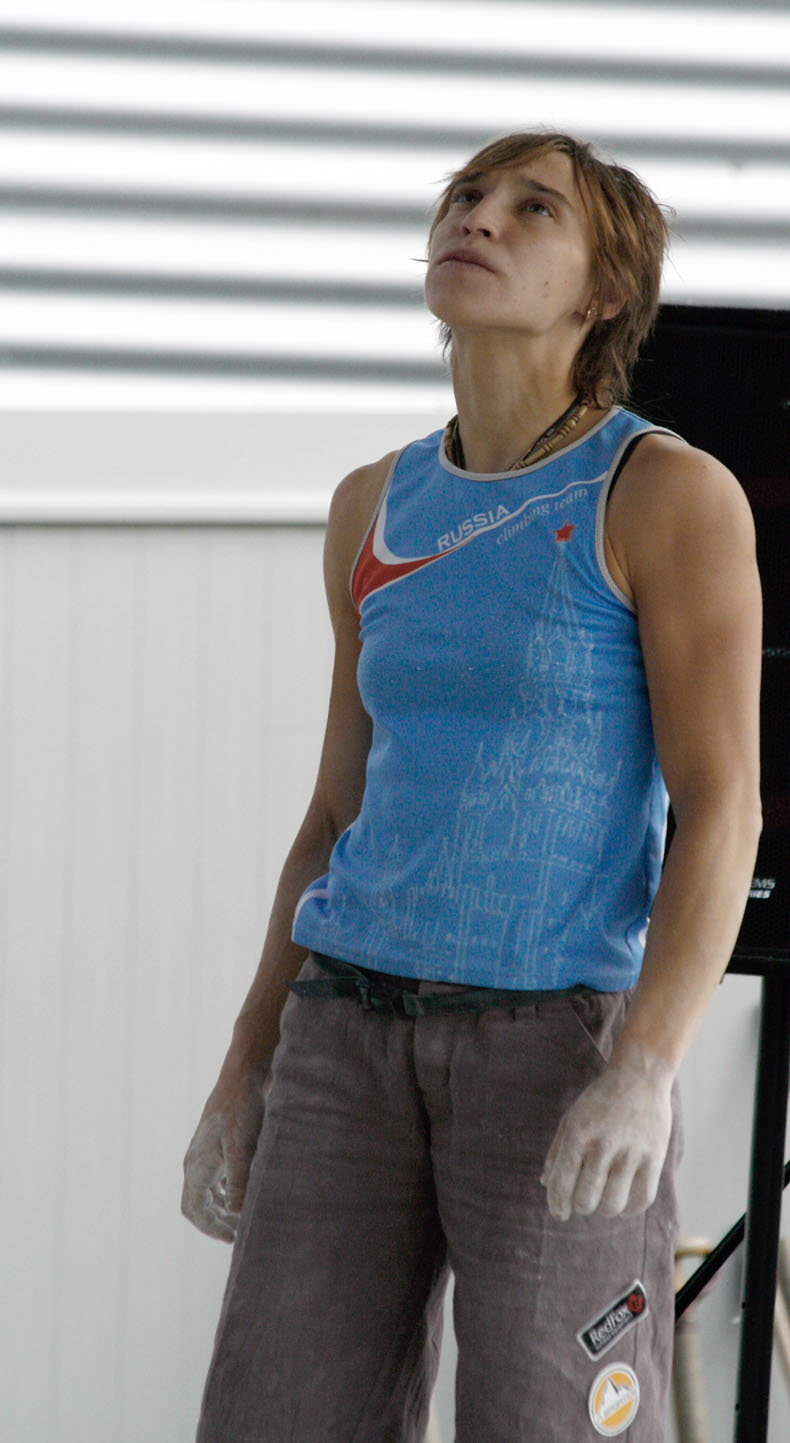
Puchar Świata 2010 (Wiedeń). Julija Abramczuk przy ścianie w boulderingu

Julija Pawłowna Abramczuk (ros. Юлия Павловна Абрамчук; ur. 27 października 1982 w Leningradzie) – rosyjska wspinaczka sportowa. Specjalizowała się w boulderingu, prowadzeniu oraz we wspinaczce klasycznej. Mistrzyni świata we wspinaczce sportowej w konkurencji boulderingu w roku 2009.

## Kariera sportowa
Na mistrzostwach świata w Monachium w 2005 zdobyła srebrny medal. 
W zawodach wspinaczkowych, które odbyły się w chińskim Xining w 2009 wywalczyła złoty medal mistrzostw świata.
Wielokrotna uczestniczka, medalistka prestiżowych zawodów Rock Master we włoskim Arco gdzie zdobyła srebrny medal w boulderingu w 2007 roku.

## Osiągnięcia

### Mistrzostwa świata
| Konkurencje | 2001 | 2003 | 2005 | 2007 | 2009 | 2012 | 2014 |
| Bouldering  | 15   | 10   | 2    | 4    | 1    | 31   | 12   |

### Mistrzostwa Europy
| Konkurencje | 2002  | 2004 | 2007 | 2008 | 2010 | 2015 |
| Bouldering  | 12    | 4    | 11   | 11   | 14   | 19   |
| Prowadzenie | 25-27 | 21   | —    | —    | —    | —    |

### Rock Master
| Konkurencje | 2006 | 2007 | 2009 |
| Bouldering  | 4    | 2    | 7    |